# Prix du duc et de la duchesse d'York
Le prix du duc et de la duchesse d’York a été doté par le gouvernement du Canada en 1986, à l'occasion du mariage du prince Andrew.
Ce prix est remis par le Conseil des Arts du Canada. D'une valeur de 8 000 dollars canadiens, il est offert à un artiste professionnel pour un travail de création personnel ou des études supérieures en photographie.

## Lauréats
| - 1987 - Richard Baillargeon - 1988 - Sorel Cohen - 1989 - Rafael Goldchain - 1990 - Pamela Harris - 1991 - Douglas Clark - 1992 - Mireille Baril - 1993 - Stan Denniston - 1994 - non attribué - 1995 - non attribué - 1996 - Clara Gutsche - 1997 - Janieta Eyre - 1998 - Jeffrey Thomas - 1999 - Greg Staats - 2000 - Kathryn Knight - 2001 - Shari Hatt - 2002 - Chantal Gervais | - 2003 - non attribué - 2004 - non attribué - 2005 - Karen Henderson - 2006 - Karen Ostrom - 2007 - Scott Walden - 2008 - Catherine Bodmer - 2009 - Donald Weber - 2010 - Michel Campeau - 2011 - Scott Conarroe - 2012 - Laurie Kang - 2013 - Althea Thauberger - 2014 - David Miller[Lequel ?] - 2015 - Vincent Lafrance - 2016 - Chih-Chien Wang - 2017 - Carol Sawyer |